# Rotación (matemáticas)

Rotación de un objeto en dos dimensiones alrededor del punto O

En matemáticas, la rotación es un concepto que tiene su origen en la geometría. Cualquier rotación es un movimiento definido en un determinado espacio que conserva al menos un punto en su posición original. Puede describir, por ejemplo, el giro de un cuerpo rígido alrededor de un punto fijo. Una rotación es diferente a otros tipos de movimientos (como la traslación, que no tiene puntos fijos; o la reflexión).
Para un espacio n-dimensional, la rotación se caracteriza por presentar un plano (n-1)-dimensional completo de puntos fijos. Una rotación en el sentido de las agujas del reloj se considera por convenio una magnitud negativa, y de forma análoga, un giro en el sentido contrario a las agujas del reloj tiene una magnitud positiva.
Matemáticamente, una rotación es una aplicación. Todas las rotaciones sobre un punto fijo forman un grupo bajo unas reglas de composición, denominado grupo de rotación (de un espacio en particular).  Pero en mecánica y, más generalmente, en física, este concepto se entiende con frecuencia como un sistema de coordenadas (importante, siempre que se trate de una transformación de una base ortonormal), porque para cualquier movimiento de un cuerpo hay una transformación inversa que si se aplica al sistema de referencia da como resultado que el cuerpo siga estando en las mismas coordenadas. Por ejemplo, en dos dimensiones, girar un cuerpo en el sentido del reloj alrededor de un punto donde se mantienen los ejes fijos, equivale a girar los ejes en sentido contrario a las agujas del reloj alrededor del mismo punto mientras el cuerpo se mantiene fijo. Estos dos tipos de rotación se denominan transformaciones activas y pasivas.

## Definiciones relacionadas y terminología
El "grupo de rotación" es un grupo de Lie de rotaciones sobre un punto fijo. Este punto fijo (común) se llama "centro de rotación" y generalmente se identifica con el origen de coordenadas. El grupo de rotación es un  estabilizador puntual en un grupo más amplio de movimientos (con preservación del sentido de orientación de los ejes).
Para una rotación particular:
- El eje de rotación es la recta formada por sus puntos fijos. Solo existe para n > 2.
- El plano de rotación es un plano invariante con respecto a una rotación. A diferencia del eje, sus puntos no son fijos en sí mismos. El eje (cuando está presente) y el plano de una rotación son ortogonales entre sí.

La "representación" de una rotación es un formalismo particular, ya sea algebraico o geométrico, utilizado para parametrizar una aplicación de rotación. Este significado es de alguna manera inverso al que tiene en la teoría de grupos.
Las rotaciones en un espacio afín y en un espacio vectorial no siempre se distinguen claramente. Las primeras a veces se denominan "rotaciones afines" (aunque el término es engañoso), mientras que las segundas son "rotaciones de vectores" (véase el artículo que figura a continuación para más detalles).

## Definiciones y representaciones

### En geometría euclidiana

Una rotación cualquiera en el plano, seguida de otra rotación alrededor de un punto diferente, da como resultado un movimiento total que es una tercera rotación (como en esta imagen) o una traslación

El movimiento en un espacio euclídeo es el mismo que su isometría: mantiene la distancia entre dos puntos sin cambios después de la transformación. Pero una rotación (propia) también tiene que preservar la orientación de su estructura espacial. El término "rotación impropia" se refiere a isometrías que invierten la orientación. En el lenguaje de teoría de grupos, la distinción se expresa como isometrías directas frente a las indirectas en el grupo euclídeo, donde las primeras incluyen al operador identidad. Cualquier movimiento euclidiano directo puede representarse como una composición de una rotación alrededor de un punto fijo y una traslación.
No hay rotaciones que no sean triviales en una dimensión. En dos dimensiones, solo se necesita un ángulo para determinar una rotación sobre el origen de coordenadas: el "ángulo de rotación", que especifica un elemento del grupo circular (también conocido como U(1)). La rotación actúa para girar un objeto en sentido horario mediante un ángulo θ sobre el origen de coordenadas (véase "dos dimensiones" para los detalles de la composición de las rotaciones, mediante la suma de ángulos con módulo de 1 un giro completo, lo que implica que todas las rotaciones bidimensionales sobre el mismo punto forman un grupo abeliano (es decir, conmutativo). Las rotaciones sobre puntos "diferentes", en general, no conmutan. Cualquier movimiento directo bidimensional es una traslación o una rotación; véase isometría afín para más detalles).
Las rotaciones en el espacio tridimensional difieren de las rotaciones en dos dimensiones en varios aspectos importantes. Las rotaciones en tres dimensiones generalmente no son conmutativas, por lo que el orden en que se aplican es importante incluso cuando se realizan alrededor del mismo punto. Además, a diferencia del caso bidimensional, un movimiento directo tridimensional, en posición general, no es una rotación sino un movimiento helicoidal. Las rotaciones sobre el origen tienen tres grados de libertad, coincidentes con el número de dimensiones.

Rotaciones de Euler de la Tierra. Intrínseca (verde), precesión (azul) y nutación (rojo)

Una rotación tridimensional se puede especificar de varias maneras. Los métodos más usuales son:
- Ángulos de Euler (imagen a la izquierda): cualquier rotación sobre el origen se puede representar como la composición de tres rotaciones definidas como el movimiento obtenido al variar uno de los ángulos de Euler mientras se dejan fijos los otros dos. Constituyen un sistema de ejes mixtos de rotación, donde el primer ángulo mueve la línea de nodos alrededor del eje externo z, el segundo gira alrededor de la línea de nodos y el tercero es una rotación intrínseca alrededor de un eje fijo en el cuerpo que se mueve. Esta representación es conveniente solo para rotaciones sobre un punto fijo.[11]

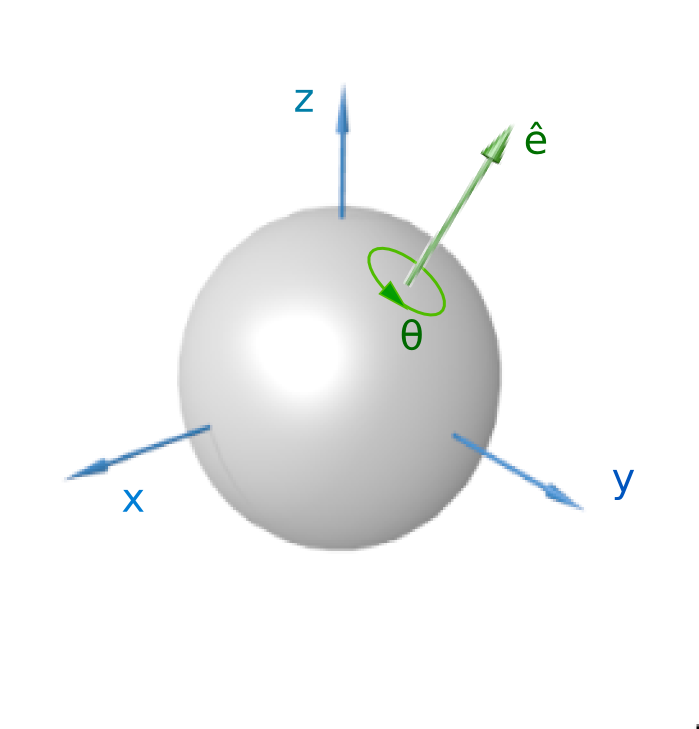

- Notación axial-angular (imagen a la derecha): especifica el ángulo que girar y el eje alrededor del cual se realiza la rotación. Se puede visualizar fácilmente. Hay dos variantes para representarlo:

  - Como un par ordenado de datos, formado por el ángulo a girar y por un vector unitario para el eje de giro, o bien
  - Como un vector, resultado de multiplicar el vector unitario por el valor del ángulo, obteniendo el llamado vector de rotación (aunque, estrictamente hablando, sea un vector axial).
- Matrices, versores (cuaterniones) y otros conceptos algebraicos: véase la sección sobre álgebra lineal y multilineal.

Proyección ortogonal en tres dimensiones de un teseracto siendo rotado en el espacio euclideo tetradimensional

Una rotación general en cuatro dimensiones tiene solo un punto fijo (el centro de rotación), y ningún eje de rotación (véase rotaciones en el espacio euclídeo 4-dimensional). En cambio, posee dos planos de rotación ortogonales, cada uno de los cuales está fijo en el sentido de que los puntos que coinciden con cada plano permanecen dentro de los propios planos. Tiene dos ángulos de rotación, uno para cada plano de rotación, a través de los cuales giran los puntos en los planos. Si estos son ω1 y ω2, todos los puntos que no están en los planos giran en un ángulo comprendido entre ω1 y ω2. Las rotaciones en cuatro dimensiones alrededor de un punto fijo tienen seis grados de libertad. Un movimiento directo en cuatro dimensiones en la posición general es una rotación sobre cierto punto (como en todas las dimensiones euclídeas pares), pero también existen operaciones de desplazamiento helicoidal.

### Formalización en el álgebra lineal y multilineal
Cuando se consideran movimientos del espacio euclídeo que preservan el origen de coordenadas, la distinción entre puntos y vectores (importante en matemáticas puras) se puede ignorar, porque existe una función biyectiva canónica entre los puntos y los vectores de posición. Lo mismo ocurre con otras geometrías distintas de la euclídea, pero cuyo espacio es un espacio afín con una estructura suplementaria (véase más abajo el ejemplo sobre la relatividad).
Alternativamente, la descripción vectorial de las rotaciones puede entenderse como una parametrización de las rotaciones geométricas salvo su composición con las traslaciones. En otras palabras, un vector de rotación representa muchas rotaciones equivalentes sobre "todos" los puntos del espacio.
Un movimiento que conserva el origen es lo mismo que una aplicación lineal sobre un conjunto de vectores que conserva la misma estructura geométrica, pero expresada vectorialmente. Para los vectores, esta expresión es su magnitud (norma vectorial, o lo que es lo mismo, su módulo, su longitud o sencillamente, la distancia entre sus dos puntos extremos). En un sistema de coordenadas sobre el conjunto de los números reales, dicho operador se expresa como una matriz ortogonal de dimensión n × n que multiplica vectores columna.
Como ya se ha definido previamente, una rotación (propiamente dicha) es diferente de un movimiento de punto fijo arbitrario en cuanto a su preservación de la orientación del espacio vectorial. Por lo tanto, el determinante de una matriz ortogonal de rotación debe ser 1. La única otra posibilidad para el determinante de una matriz ortogonal es −1, y este resultado significa que la transformación es una reflexión respecto a un hiperplano, una simetría central (sobre un espacio de dimensión n impar), u otro tipo de rotación impropia. Las matrices de todas las rotaciones propias forman un grupo ortogonal.

#### Dos dimensiones

Deducción geométrica del cálculo de las nuevas coordenadas (x',y') de un punto P(x,y) tras proceder a rotar los ejes de coordenadas un ángulo α (rotación equivalente a hacer girar desde el origen el punto (x, y) un ángulo θ = −α). Se tiene que:

En dos dimensiones, para llevar a cabo una rotación usando una matriz, el punto (x, y) que se gira hacia la izquierda, se escribe como un vector columna y se multiplica por una matriz de rotación calculada a partir del ángulo θ:
{\displaystyle {\begin{bmatrix}x'\\y'\end{bmatrix}}={\begin{bmatrix}\cos \theta &-\sin \theta \\\sin \theta &\cos \theta \end{bmatrix}}{\begin{bmatrix}x\\y\end{bmatrix}}}.
Las coordenadas del punto después de la rotación son x', y'}}, y las fórmulas para x' y y' son
{\displaystyle {\begin{aligned}x'&=x\cos \theta -y\sin \theta \\y'&=x\sin \theta +y\cos \theta .\end{aligned}}}
Los vectores {\displaystyle {\begin{bmatrix}x\\y\end{bmatrix}}} y {\displaystyle {\begin{bmatrix}x'\\y'\end{bmatrix}}} tienen la misma magnitud y están separados por un ángulo θ como se esperaba.
Los puntos en el plano ℝ2 también pueden representarse como números complejos: las coordenadas (x, y) en el plano complejo representan el número
{\displaystyle z=x+iy.}
De acuerdo con las propiedades de los números complejos, se puede hacer girar este vector un ángulo θ multiplicándolo por el número eiθ. Expandiendo el producto de dos números complejos utilizando la fórmula de Euler, se tiene:
{\displaystyle {\begin{aligned}e^{i\theta }z&=(\cos \theta +i\sin \theta )(x+iy)\\&=x\cos \theta +iy\cos \theta +ix\sin \theta -y\sin \theta \\&=(x\cos \theta -y\sin \theta )+i(x\sin \theta +y\cos \theta )\\&=x'+iy',\end{aligned}}}
y al equiparar partes reales e imaginarias, se obtiene el mismo resultado que con una matriz bidimensional:
{\displaystyle {\begin{aligned}x'&=x\cos \theta -y\sin \theta \\y'&=x\sin \theta +y\cos \theta .\end{aligned}}}
Como los números complejos forman un anillo conmutativo, las rotaciones de vectores en dos dimensiones son conmutativas, a diferencia de lo que sucede en dimensiones más altas. Solo tienen un grado de libertad, ya que dichas rotaciones están completamente determinadas por el ángulo de rotación.

#### Tres dimensiones
Al igual que en dos dimensiones, se puede usar una matriz para aplicar una rotación de un punto (x, y, z) y determinar sus nuevas coordenadas (x′, y′, z′). La matriz utilizada es una matriz de 3×3,
{\displaystyle \mathbf {A} ={\begin{pmatrix}a&b&c\\d&e&f\\g&h&i\end{pmatrix}}}
Multiplicando la matriz por un vector que representa el punto, se obtiene el resultado:
{\displaystyle \mathbf {A} {\begin{pmatrix}x\\y\\z\end{pmatrix}}={\begin{pmatrix}a&b&c\\d&e&f\\g&h&i\end{pmatrix}}{\begin{pmatrix}x\\y\\z\end{pmatrix}}={\begin{pmatrix}x'\\y'\\z'\end{pmatrix}}}
El conjunto de todas las matrices propias junto con la operación de multiplicación de matrices forma el grupo de rotación SO(3). La matriz A es un miembro del grupo ortogonal tridimensional SO(3), es decir, se trata de una matriz ortogonal con determinante 1. Esto significa que se trata de una matriz ortogonal, en la que sus filas (al igual que sus columnas) forman un conjunto de vectores unitarios ortogonales (por lo que constituyen una base ortonormal), lo que hace que sea fácil detectar y verificar la validez de una matriz de rotación.
Los ángulos de Euler y los vectores axiales-angulares se pueden convertir fácilmente en una matriz de rotación.
Otra posibilidad para representar una rotación de vectores euclidianos tridimensionales son los cuaterniones, que se describen a continuación.

#### Cuaterniones
Los cuaterniones unidad, también denominados versores, son de alguna manera la representación menos intuitiva de las rotaciones tridimensionales. Desde el punto de vista teórico, no son un caso particular de un enfoque más general. Sin embargo, son más compactos que las matrices y más fáciles de trabajar que todos los otros métodos, por lo que a menudo se utilizan en numerosas aplicaciones prácticas.[cita requerida]
Un versor (también llamado "cuaternión de rotación") consta de cuatro números reales que cumplen determinadas condiciones entre sí, de modo que el módulo del cuaternión es 1. Esta restricción limita los grados de libertad del cuaternión a tres, según se requiera en cada caso. A diferencia de las matrices y los números complejos, se necesitan dos multiplicaciones:
{\displaystyle \mathbf {x'} =\mathbf {qxq} ^{-1},}
donde q es el versor, q−1 es su inverso y x es el vector tratado como un cuaternión con su parte escalar cero. El cuaternión puede relacionarse con la forma del vector de rotación de una rotación axial-angular mediante la aplicación exponencial sobre los cuaterniones,
{\displaystyle \mathbf {q} =e^{\mathbf {v} /2},}
donde v es el vector de rotación tratado como un cuaternión.
Una sola multiplicación por un versor, tanto a izquierda como a derecha, es en sí misma una rotación, pero en cuatro dimensiones. Cualquier rotación de cuatro dimensiones sobre el origen se puede representar con dos multiplicaciones de cuaterniones: una a izquierda y otra a derecha, mediante dos cuaterniones "diferentes".